# James Prinsep

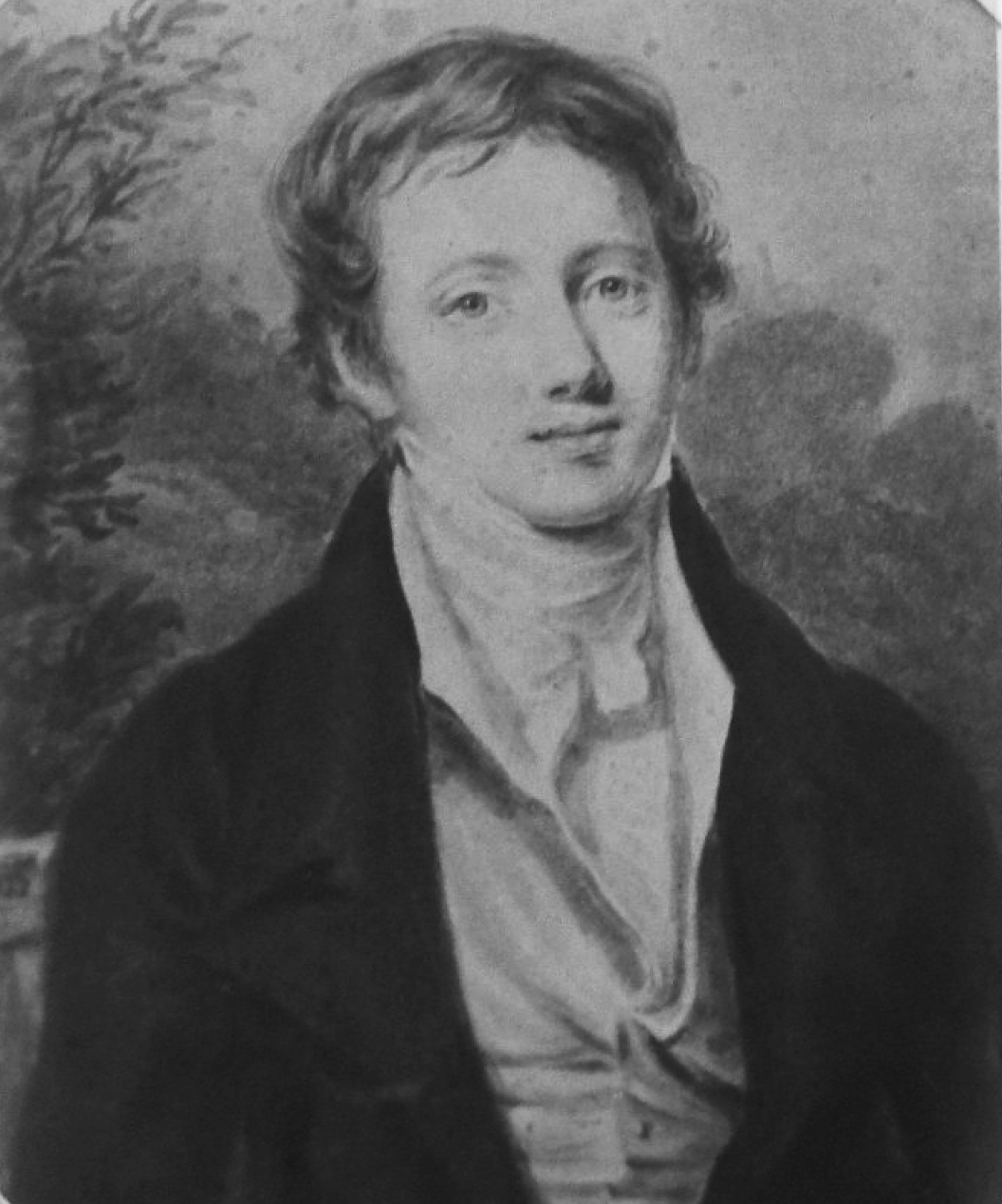
James Prinsep

James Prinsep (* 20. August 1799 in Chelmsford; † 22. April 1840 in London) war ein englischer Gelehrter und Orientalist. Er war – zusammen mit anderen – Entzifferer der altindischen Kharoshthi- und Brahmi-Schriften; außerdem war er ein kundiger Numismatiker, Metallurg und leitender Mitarbeiter der Münzprägeanstalten von Kalkutta und Benares.

## Herkunft
James Prinsep war 7. Sohn des in Indien zu Wohlstand gekommenen Indigo- und Baumwollpflanzers und Mineralogen John Prinsep, der im Jahr 1787 nach England zurückgekehrt war, um eine Familie zu gründen. Die Familie zog im Jahr 1809 nach Clifton um, wo James die Schule besuchte.

## Indien
Im Jahr 1819 reiste James Prinsep zusammen mit seinem Bruder Thoby nach Indien, wo er seine metallurgischen Kenntnisse an der Münze von Kalkutta erweiterte. Ein Jahr später wurde er an die Münze von Benares gesandt, an der er bis zu ihrer Schließung im Jahr 1830 tätig war; in dieser Zeit entstanden zahlreiche Zeichnungen, Aquarelle und ein exakter Plan der Stadt. Außerdem entwarf er Bauten und ließ die einsturzgefährdeten Minarette der Aurangzeb-Moschee restaurieren. Aufgrund seiner Forschungen und mehrerer Artikel zur Temperaturmessung von Metallschmelzen wurde er im Jahr 1828 von der Royal Society als Fellow anerkannt. Er kehrte nach Kalkutta zurück, wo er im Jahr 1832 die Leitung der Asiatic Society of Bengal und deren Zeitschrift übernahm. In der alten Kathedrale von Kalkutta (heute St. John's Church) heiratete er im Jahr 1835 Harriet Sophia Aubert, die Tochter eines hohen britischen Offiziers.
Während der Zeit in Kalkutta verstärkte sich sein Interesse an antiken indischen Münzen, die er nach ihrem Herstellungsprozess in drei Gruppen einteilte. Sein Bekanntheitsgrad wuchs und so erhielt er von Sammlern in ganz Indien Münzen zugesandt, um sie – wenn möglich – zu entziffern, einzuordnen und zu publizieren. Ähnliches geschah mit Abklatschkopien mehrerer Ashoka-Edikte. Dieser Aufgabe widmete er sich in den Jahren 1836 bis 1838, wobei ihm für die Münzen der Gandhara-Kultur einige Bilinguen mit griechischen Schriftzeichen zur Verfügung standen. In dieser Zeit entstand die Idee eines Corpus Inscriptionum Indicarum, die Jahrzehnte später von Alexander Cunningham aufgegriffen wurde.
Seit dem Frühjahr 1838 litt James Prinsep zunehmend unter heftigen Kopfschmerzen. Im November kehrte er nach England zurück; er erholte sich jedoch nicht mehr von seinem Leiden und verstarb am 22. April 1840.

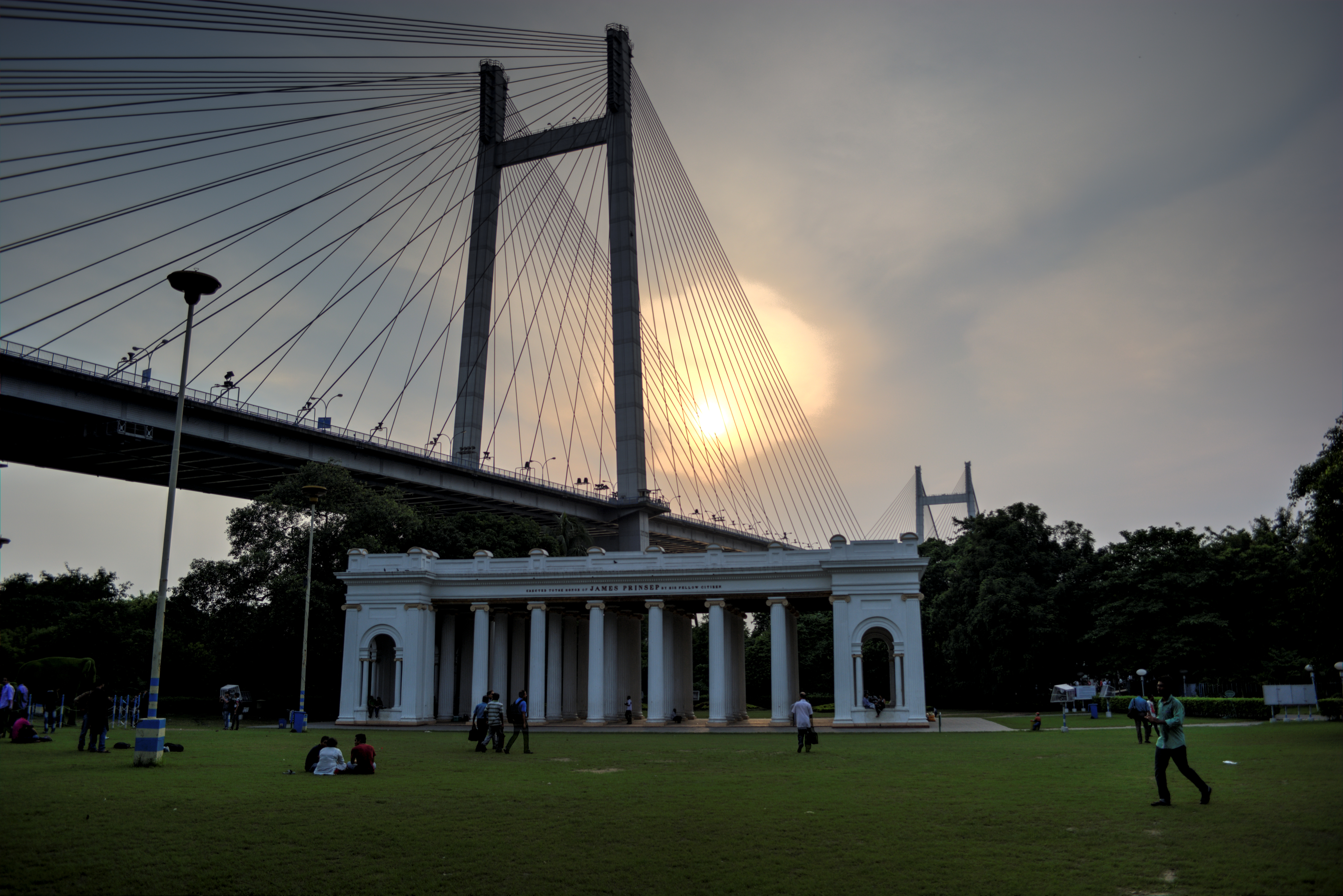
Prinsep Ghat in Kolkata

## Ehrungen
Die Royal Society gab zu seinem Tod eine Gedenkmedaille heraus; außerdem ließ man eine Büste anfertigen. Die Bürger der britischen Kolonie von Kalkutta stifteten Geld für einen Memorialbau in Form eines antikisierenden Portikus an den Ufern des Hugli, der im Jahr 1843 eingeweiht wurde und noch heute zu sehen ist. Prinseps umfangreiche Münzsammlung gehört heute zum Bestand des British Museum in London.
Der Botaniker John Forbes Royle benannte im Jahr 1835 die Pflanzengattung Prinsepia nach ihm.

## Zeichnungen aus Benares

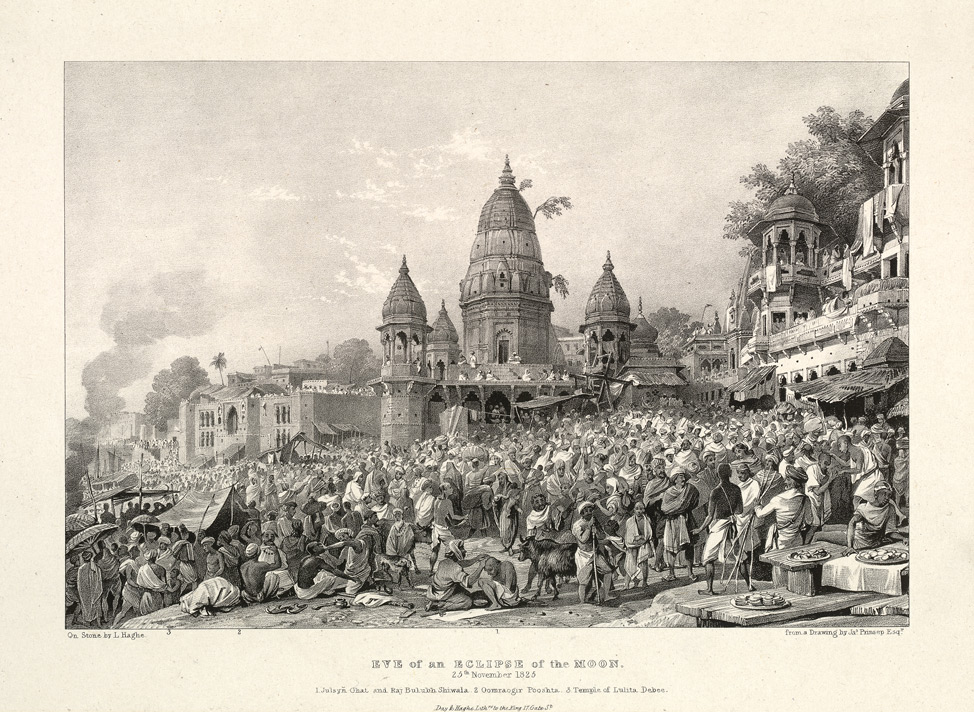
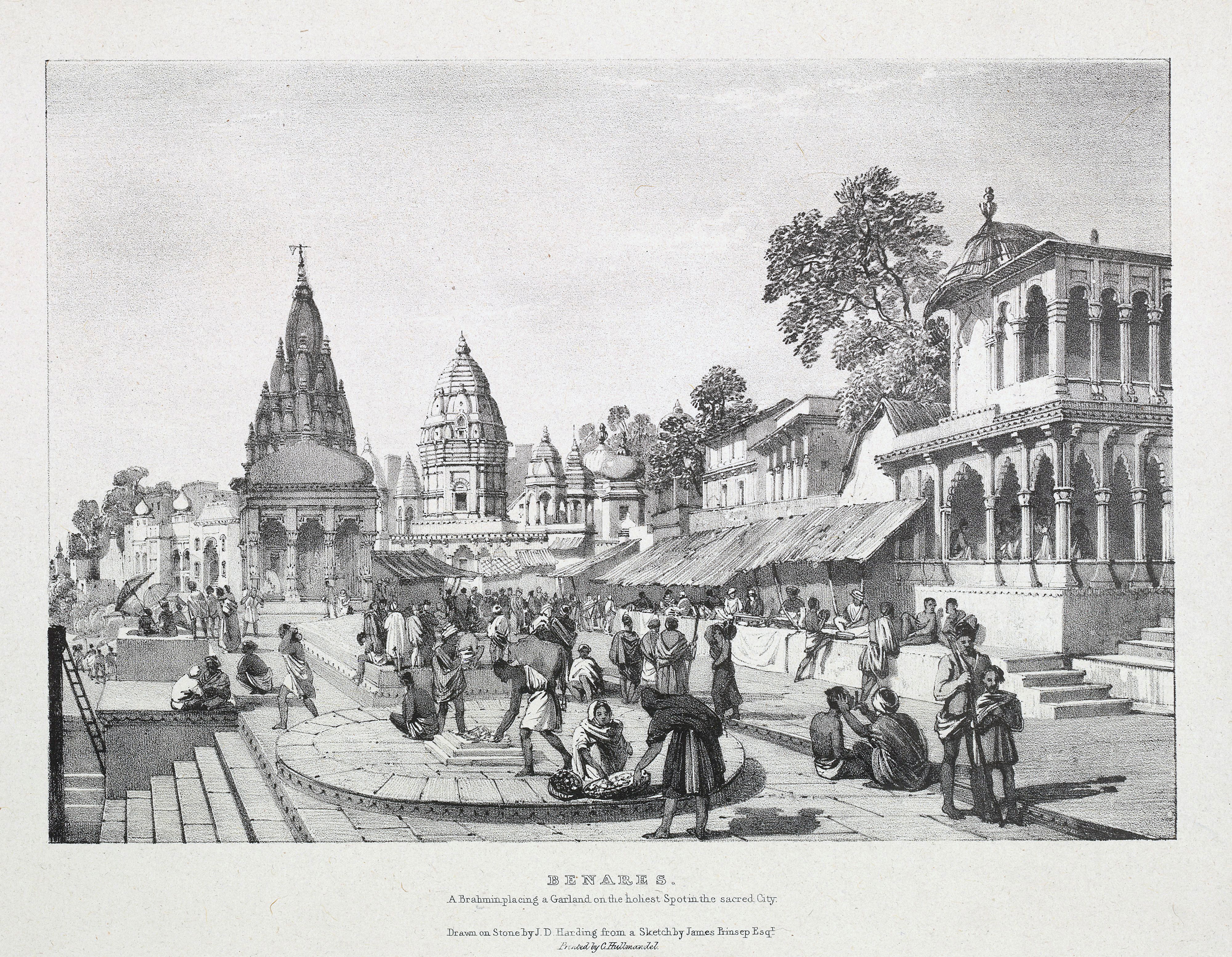
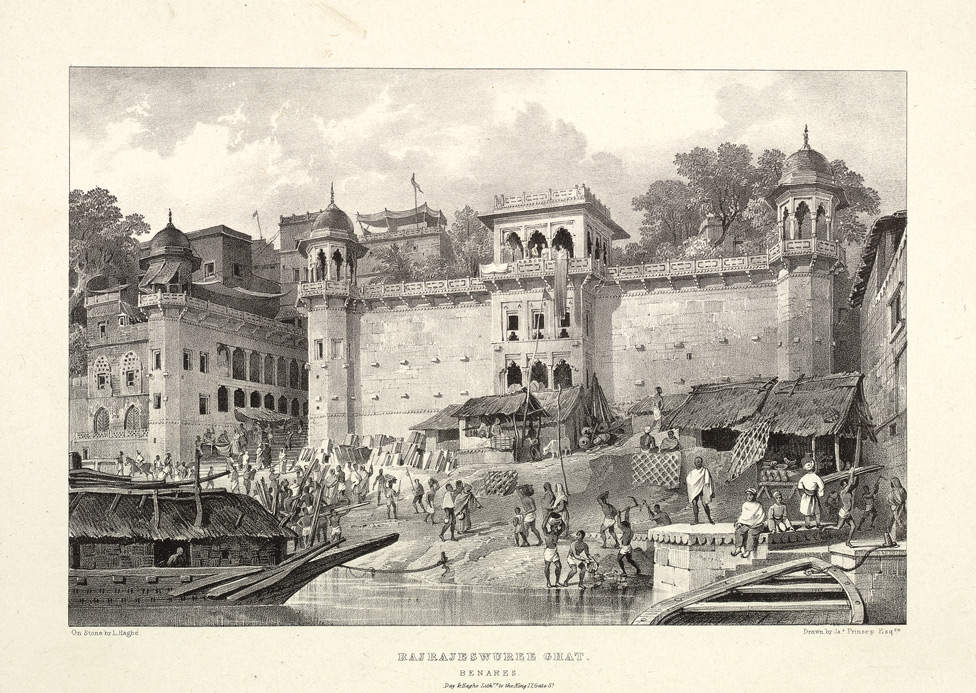
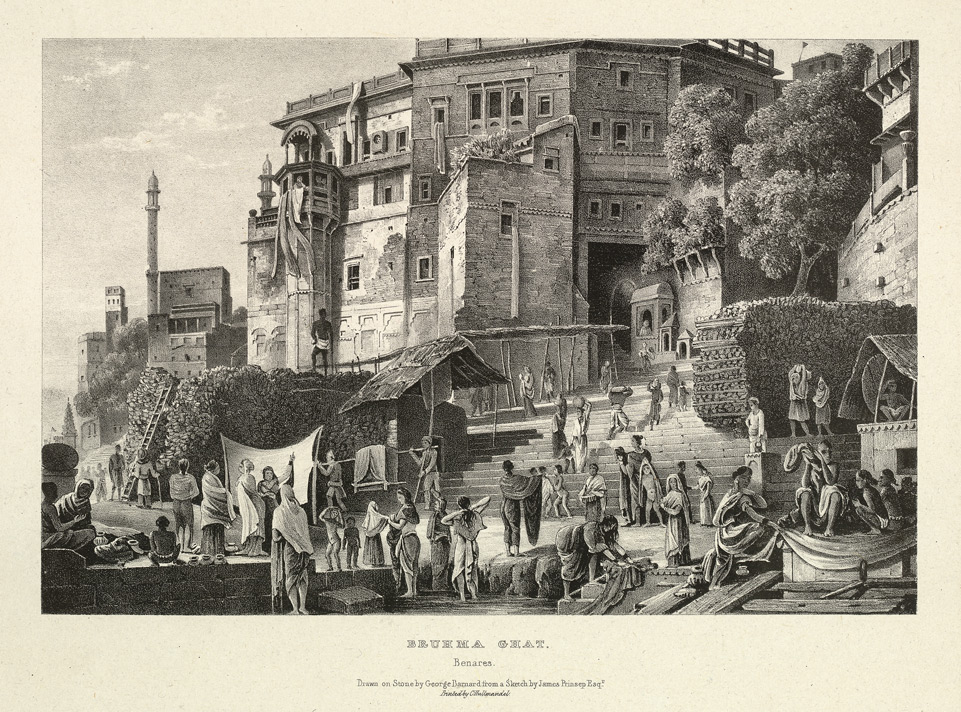
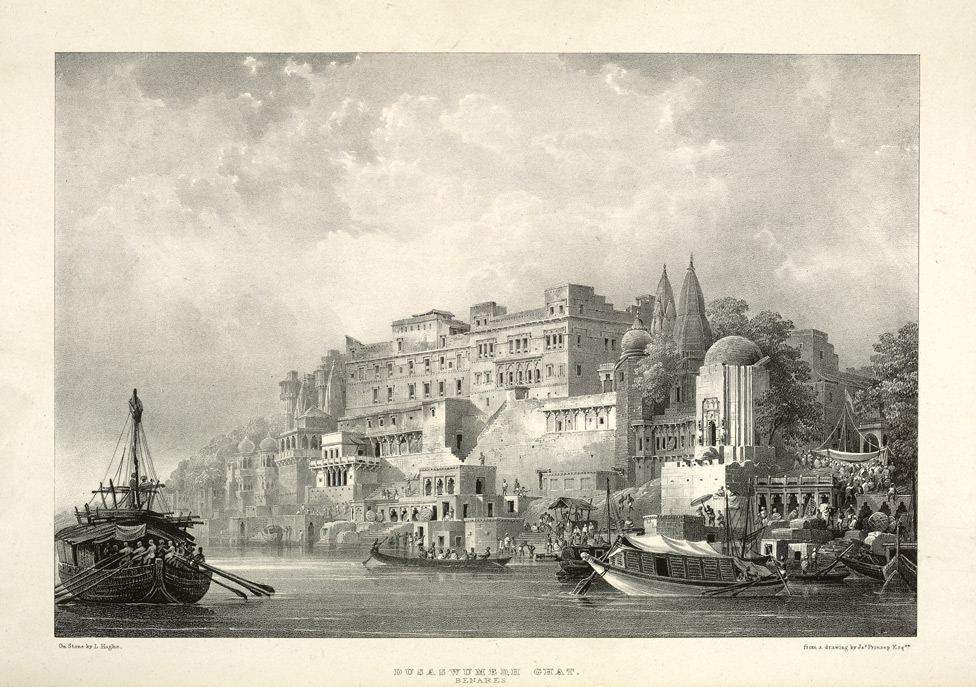
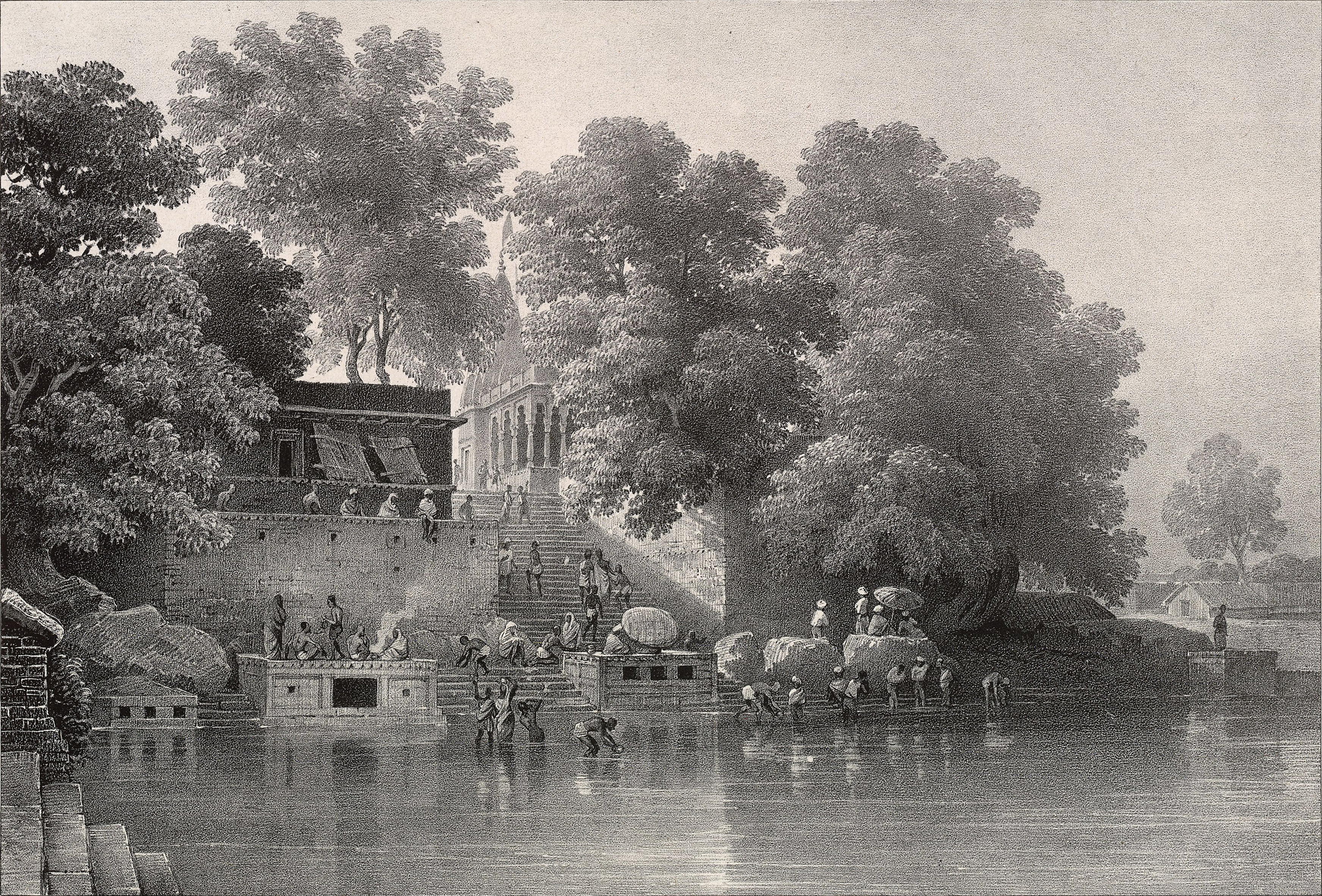

## Schriften (Auswahl)
- Bactrian and Indo-Scythic Coins – continued. In: The Journal of the Asiatic Society of Bengal. Bd. 2, Nr. 20, 1833, ZDB-ID 300934-8, S. 405–416.
- Specimens of Hindu Coins descended from the Parthian type, and of the Ancient Coins of Ceylon. In: The Journal of the Asiatic Society of Bengal. Bd. 6, Tl. 1, Nr. 64, 1837, S. 288–302.
- Interpretation of the most ancient of the inscriptions on the pillar called lát of Feroz Sháh, near Delhi, and of the Allahabad, Radhia and Mattiah pillar, or lát, inscriptions which agree therewith. In: Journal of the Asiatic Society of Bengal. Bd. 6, Tl. 2, Nr. 67, 1837, S. 566–609.